# 1984년 하계 올림픽 아르헨티나 선수단
1984년 하계 올림픽 아르헨티나 선수단은 미국 로스앤젤레스에서 개최된 1984년 하계 올림픽에 참가한 올림픽 아르헨티나 선수단이다.

## 메달 집계

### 종목별 참가 선수 및 메달 집계

#### 종목별 참가 선수
| 종목   | 참가 선수 | 1 | 2 | 3 | 메달 합계 |
| 다이빙 | 1         |   |   |   |           |
| 레슬링 | 3         |   |   |   |           |
| 배구   | 10        |   |   |   |           |
| 복싱   | 6         |   |   |   |           |
| 사격   | 6         |   |   |   |           |
| 사이클 | 8         |   |   |   |           |
| 수영   | 6         |   |   |   |           |
| 승마   | 4         |   |   |   |           |
| 요트   | 8         |   |   |   |           |
| 유도   | 4         |   |   |   |           |
| 육상   | 7         |   |   |   |           |
| 조정   | 7         |   |   |   |           |
| 카누   | 1         |   |   |   |           |
| 펜싱   | 10        |   |   |   |           |
| 합계   | 82        | 0 | 0 | 0 | 0         |

## 종목별 성적

### 육상
남자
| 선수            | 세부 종목        | 예선     | 예선 | 준결선    | 준결선    | 결선      | 결선      |
| 선수            | 세부 종목        | 기록     | 순위 | 기록      | 순위      | 기록      | 순위      |
| 페드로 카케레스 | 3000m 장애물경주 | 8:50.02  | 10   | 진출 실패 | 진출 실패 | 진출 실패 | 진출 실패 |
| 훌리오 고메스   | 5000m            | 14:28.48 | 11   | 진출 실패 | 진출 실패 | 진출 실패 | 진출 실패 |
| 훌리오 고메스   | 10000m           | 29:58.06 | 12   | N/A       | N/A       | 진출 실패 | 진출 실패 |
| 오마르 오르테가 | 1500m            | DNF      | –    | 진출 실패 | 진출 실패 | 진출 실패 | 진출 실패 |

## 참고 자료
- (영어) “Argentina at the 1984 Los Angeles Summer Games”. SR/Olympic Sports. 2008년 12월 29일에 원본 문서에서 보존된 문서. 2011년 10월 8일에 확인함.